# José Augusto Rosário Rodrigues
José Augusto Rosário Rodrigues (São Paulo, 1941 — Campinas, 11 de outubro de 2019) foi um químico brasileiro, professor do Instituto de Química da Universidade de Campinas (Unicamp), onde trabalhou também com pesquisa. Ele era um dos principais cientistas brasileiros da área de química orgânica com uma ampla trajetória de pesquisa em biocatalisadores e biocombustíveis.

## Biografia
José Augusto Rosário Rodrigues graduou-se em química pela Universidade de São Paulo (USP), no ano de 1970.
Em março de 1971, ingressou como professor da graduação em Química da UNICAMP, onde lecionou nas disciplinas Química Geral, química orgânica industrial, Química orgânica experimental, Química orgânica. Ele permaneceria nesta instituição até o final de sua vida, mesmo após a sua aposentadoria como professor titular em 2011, pois ele seguiu em atividades como professor colaborador no mesmo Departamento de Química Orgânica da UNICAMP.
Ainda na primeira metade da década de 1970, ele cursou o doutorado em Química na Universidade Estadual de Campinas, tendo sido orientado pelo professor doutor Albert James Kascheres, onde concluiu o curso, em 1975, com a tese "Reações de difenilciclopropenona com 2-aminopiridinas e Compostos Realacionados".
Entre 1977 a 1979, com apoio da FAPESP, fez estágios de pós-doutorado na Universidade de Liverpool e no Imperial College of Science, Technology and Medicine, o ICSTM, ambos na (Inglaterra).
Coordenou uma pesquisa formada pelos professores Paulo José Samenho Moran e Inês Joekes que descobriu em 1997 um método que permitia a quadruplicação da produção de etanol em usinas de cana-de-açúcar com redução de custos.
Em 1999, defendeu tese de livre docência na Universidade Estadual de Campinas.
No final dos anos 2000, suas pesquisas contribuíram para o desenvolvimento de fármacos mais eficientes e seguros, ao criar descobertas científicas que resultaram no aperfeiçoamento de metodologias para a descoberta de catalisadores biológicos, como o projeto científico “Biocatálise em síntese orgânica”, encerrado em dezembro de 2009.
Ao longo de sua carreira como cientista no campo da Química, conseguiu obter o registro de 8 (oito) patentes de suas descobertas científicas, no Brasil e nos Estados Unidos da América, como a patente "US20130095542A1" da descoberta chamada Engineered microorganisms and integrated process for producing n-propanol, propylene and polypropylene registrada em 2013. Inclusive, em razão de tais descobertas, ele obteve o reconhecimento, em 2017, pela Agência de Inovação Inova Unicamp, entidade independente do Instituto de Química da Unicamp, órgão este a qual José Augusto Rodrigues era afiliado, uma premiação.
José, no dia 11 de outubro de 2019, morreu aos 78 anos de idade e trabalhou por quase 48 anos na UNICAMP.

## Premiações e títulos honoríficos
Era um dos membros da Cadeira de Ciências da Academia de Letras, Ciências e Artes da AFPESP (Associação dos Funcionários Públicos do Estado de São Paulo).
Em 2017, foi agraciado com o Prêmio Inventores Unicamp, em virtude de ter obtido, com suas descobertas no campo da Química Orgânica, o reconhecimento por meio de patentes concedidas no Brasil e/ou no exterior por alunos, ex-alunos, professores e funcionários da universidade

## Controvérsias
José Augusto Rosário Rodrigues foi orientador de doutorado de Joana D'Arc Félix de Souza, pesquisadora brasileira envolvida em uma controvérsia sobre impropriedades em seu currículo acadêmico denunciada por reportagem do jornal Estadão. Em entrevista dada ao jornal campineiro ACidade ON, em maio de 2019, este químico informou que a referida pesquisadora teria efetuado um bom trabalho durante o seu doutorado, mas que não confiava nos atuais resultados dela.

## Principais obras

### Livros
- RODRIGUES, J. A. R.; FERNANDES, A. C.; HEROLD, B.; MAIA, H.; RAUTER, A. P.. Guia IUPAC para a Nomenclatura de Compostos Orgânicos. Lisboa: LIDEL - Edições Técnicas LTDA, 2002. v. 1. 190p.
- RAUTER, A. P.; HEROLD, B.; Silva, A. M. da; Relva, A.; Figueiredo, J. A.; Rodrigues, J.; Bento, L.; Caldeira, M.; Coimbra, M. A.; Ismael, M. I.. Nomenclatura de Hidratos de Carbono. Porto - Portugal: Lidel - Edições Técnicas Ltda, 2010. 161p.
- RODRIGUES, José Augusto R.; Moran, Paulo J. S.; Costa, Bruna Z.; Marsaioli, Anita J.. RSC Green Chemistry. 1. ed. Cambridge: Royal Society of Chemistry, 2015.

### Principais artigos científicos
- AUGUSTO, V. ; RODRIGUES, J. A. R. ; KASCHERES, A. J.. Reactions Of Diphenylcyclopropenone With 2-Aminopyridines. Synthetic And Mechanistic Implications. JOURNAL OF ORGANIC CHEMISTRY, v. 40, n.10, p. 1440-1444, 1975.
- RODRIGUES, J. A. R.; THOMAS, L. ; CHARLES, W. G. ; REES, J. ; AUGUSTO, R.. Synthesis Of Fused Pyridines Under Neutral Condtions. Journal of The Chemical Society, Chemical Communications, Londres, Inglaterra, p. 627-629, 1979.
- SCHUCHARDT, U. ; AUGUSTO, J. ; RODRIGUES, J. A. R. ; FRANCISCO, A. P.. Aproveitamento de Bagaço de Cana Num Processo de Liquefação Direta. SPECTRUM, JORNAL BRASILEIRO DE CIENCIAS, v. 2, n.5, p. 8-11, 1982.
- AUGUSTO, J. ; RODRIGUES, J. A. R. ; KASCHERES, C. ; KOIKE, L.. Separação de Uma Mistura de Isômeros Por Cromatografia de Coluna. QUIMICA NOVA, v. 7, n.7, p. 28-30, 1984.
- ABRAMOVITCH, R. A. ; HAWI, A. ; AUGUSTO, J. ; RODRIGUES, J. A. R. ; TANIA, R.. Remote Intramolecular Functionalization Of Arylnitrenium Ions. Ipso Substitution And Spirolactone Formation. Journal of The Chemical Society, Chemical Communications, Londres, Inglaterra, p. 283-284, 1986.
- CARVALHO, M. ; OKAMOTO, M. T. ; MORAN, P. J. S. ; RODRIGUES, J. A. R.. Baker'S Yeast Reduction Of Alfa-Haloacetophenones. TETRAHEDRON, ESTADOS UNIDOS, v. 47, n.12, p. 2073-2080, 1990.
- RODRIGUES, J. A. R.; LEIVA, G. C. ; SOUSA, J. D. F.. An Easy Entry To Isoquinoline Alkaloids By Aza-Wittig Electrocyclic Ring-Closure. TETRAHEDRON LETTERS, ESTADOS UNIDOS, v. 36, p. 59-62, 1995.
- Joekes, Inés; Moran, Paulo J. S.; RODRIGUES, José Augusto R.; Wendhausen, R.; Tonella, Eduardo; Cassiola, Flávia. Characterization of Saccharomyces cerevisiae immobilized onto chrysotile for ethanol production. Journal of Chemical Technology and Biotechnology (1986), v. 73, p. 54-58, 1998.
- RODRIGUES, José Augusto R.. Ligações Hidrogêmio Fortes em Ácidos Dicarboxílicos e Diaminas Armáticas. Química Nova, São Paulo, v. 23, n.6, p. 812-817, 2000.
- DE MANCILHA‚ M.; DE CONTI‚ R.; MORAN‚ P.J.S.; RODRIGUES‚ J.A.R.. Bioreduction of α-methyleneketones. ARKIVOC, v. 6, p. 85-93, 2001.
- RODRIGUES, J. A. R.; PAZ, J. L. . Preparation of Aromatic Geraniol Analogues via Cu(I)-Mediated Grignard Coupling. Journal of the Brazilian Chemical Society, São Paulo-SP, v. 14, n.6, p. 975-981, 2003.
- RODRIGUES‚ José Augusto R.; SIQUEIRA-FILHO‚ E.P.; DE MANCILHA‚ M.; MORAN‚ P.J.S.. Preparation of α-methylene ketones by direct methylene transfer. Synthetic Communications, v. 33, n. 2, p. 331-340, 2003.
- RODRIGUES, J. A. R.; CONCEICAO, G. J. A. ; MORAN, P. J. S.. Highly efficient extractive biocatalysis in the asymmetric reduction of an acyclic enone by the yeast Pichia stipitis. Tetrahedron. Asymmetry, Dublin, v. 14, n.1, p. 43-45, 2003.
- MILAGRE, C. D. F. ; MILAGRE, H. M. S. ; SANTOS, L. S. ; LOPES, M. L. A. ; MORAN, P. J. S. ; EBERLIN, M. N. ; RODRIGUES, J. A. R.. Probing the mechanism of Direct mannich-type alpha-methylenation of ketoesters via electrospray Ionization Mass Spectrometry. Journal of Mass Spectrometry, v. 42, p. 1287-1203, 2007.
- MARTINS, Rodrigo S.; ZAMPIERI, Davila S.; RODRIGUES, José Augusto R.; CARVALHO, Patrícia O.; MORAN, Paulo J. S.. Stereoselective Oxidation of 1-Phenyl-1,2-propanediol Mediated by Microorganisms. CHEMCATCHEM, v. 3, n. 9, p. 1469-1473, SEP 2011.
- RODRIGUES, José Augusto R.. Do Engenho à Biorefinaria. A Usina de Açúcar como Empreendimento Industrial para a Geração de Produtos Bioquímicos e Biocombustíveis. Química Nova, v. 34, p. 1242-1254, 2011.
- CAZETTA, Tarcila; MORAN, Paulo J. S.; RODRIGUES, José Augusto R.. Highly enantioselective deracemization of 1-phenyl-1,2-ethanediol and its derivatives by stereoinversion using Candida albicans in a one-pot process. JOURNAL OF MOLECULAR CATALYSIS B-ENZYMATIC, v. 109, p. 178-183, NOV 2014.
- NASARIO, Fabio D.; CAZETTA, Tarcila; MORAN, Paulo J. S.; RODRIGUES, José Augusto R.. Deracemization of 1-phenylethanol via tandem biocatalytic oxidation and reduction. TETRAHEDRON-ASYMMETRY, v. 27, n. 9-10, p. 404-409, JUN 1 2016.
- DE PAULA, Bruno R. S.; ZAMPIERI, DavilaA S.; NASARIO, Fabio D.; RODRIGUES, José Augusto R.; MORAN, Paulo J. S.. Regioselectivity Control of Enone Reduction Mediated by Aqueous Baker's Yeast with Addition of Ionic Liquid [bmim(PF6)]. BIOCATALYSIS AND AGRICULTURAL BIOTECHNOLOGY, v. 12, p. 166-171, OCT 2017.